# Богдан, Траян Теодорович
Траян (Трайан) Теодорович Богдан (рум. Bogdan Traian Th.; 3 июня 1927, Галац — 17 мая 2003, Бухарест) — румынский и советский хирург, автор сотен статей и выступлений на научных конференциях, посвящённых вопросам рака лёгкого и реконструктивной хирургии трахеи и бронхов.
В 1946 году поступил в Военно-медицинский институт в Бухаресте, по окончании которого работал хирургом в военных госпиталях столицы Румынии. В 1953 году вместе с девятью другими румынскими врачами был направлен правительством для прохождения специализации в Военно-медицинской Академии им. С. М. Кирова в Ленинграде. В 1955 году получил звание кандидата медицинских наук, защитив диссертацию по теме «Резекция трахеи и главных бронхов. (Экспериментальное исследование») при Ордена В. И. Ленина Военно-медицинской академии имени С. М. Кирова в Ленинграде. Вернувшись на родину, с 1955 по 1964 год работал хирургом в военном госпитале Бухареста. Стал первым румынским хирургом, начавшим прокладывать новый путь в области торакальной хирургии. В 1958 году был издан его труд «Экспериментальные проблемы хирургии трахеи и бронхов» (TRAIAN TH. BOGDAN. PROBLEME EXPERIMENTALE ALE CHIRURGIEI … bronhiilor primitive; Rezectia bifurcatiei traheei si bronhiilor primitive, cu refacerea lor ulterioara. EDITURA MEDICALA, 1958 ). В 1964 году назначен главным врачом одного из отделений военного госпиталя, параллельно преподавал на кафедре анатомии Медицинского института г. Бухареста. В 1964 году уволен из рядов румынской армии, так как был женат на гражданке СССР.
В 1965 принят на работу в клинику Института физиологии. В 1967 году, при возвращении из отпуска, проведённого в г. Ленинграде, ему было отказано в праве въезда на родину. В том же году, по рекомендации профессора Алексея Николаевича Максименкова, ценившего его как теоретика и практика, принят на работу во Всесоюзный институт пульмонологии в Ленинграде, работал вместе с профессором Федором Григорьевичем Угловым. В 1970—1990-х годах публиковал статьи в журнале Вестник хирургии имени И. И. Грекова.
Доктор медицинских наук (тема «Критическая оценка методов диагностики и лечения рака лёгкого», 1972 г., Всесоюзный научно-исследовательский институт пульмонологии и 1-й Ленинградский медицинский институт имени И. П. Павлова)http://www.nlr.ru/e-case3/sc2.php/web_gak/lc/10366/26.
Полковник медицинской службы СССР и Румынии. Внёс большой вклад в теорию и практику грудной хирургии, что было признано Министерством здравоохранения СССР. Лауреат премии Лабори (E.Laborie) Французской Академии хирургии за серию работ по реконструктивной хирургии трахеи и главных бронхов. Им разработана и внедрена в практику система шунт-дыхания. Изобретение им протеза трахеи и бронхов подтверждено в 1983 году авторским свидетельством. Метод, разработанный Т. Т. Богданом, по сей день используется во всех странах Европы и США.
После выхода в отставку возглавлял медико-техническую секцию при Доме учёных Санкт-Петербургского отделения РАН.
Был женат на Алле Михайловне Богдан (Галаниной). Имел дочь Веронику-Ирину Богдан, историка искусства.